# Bösen (Clenze)

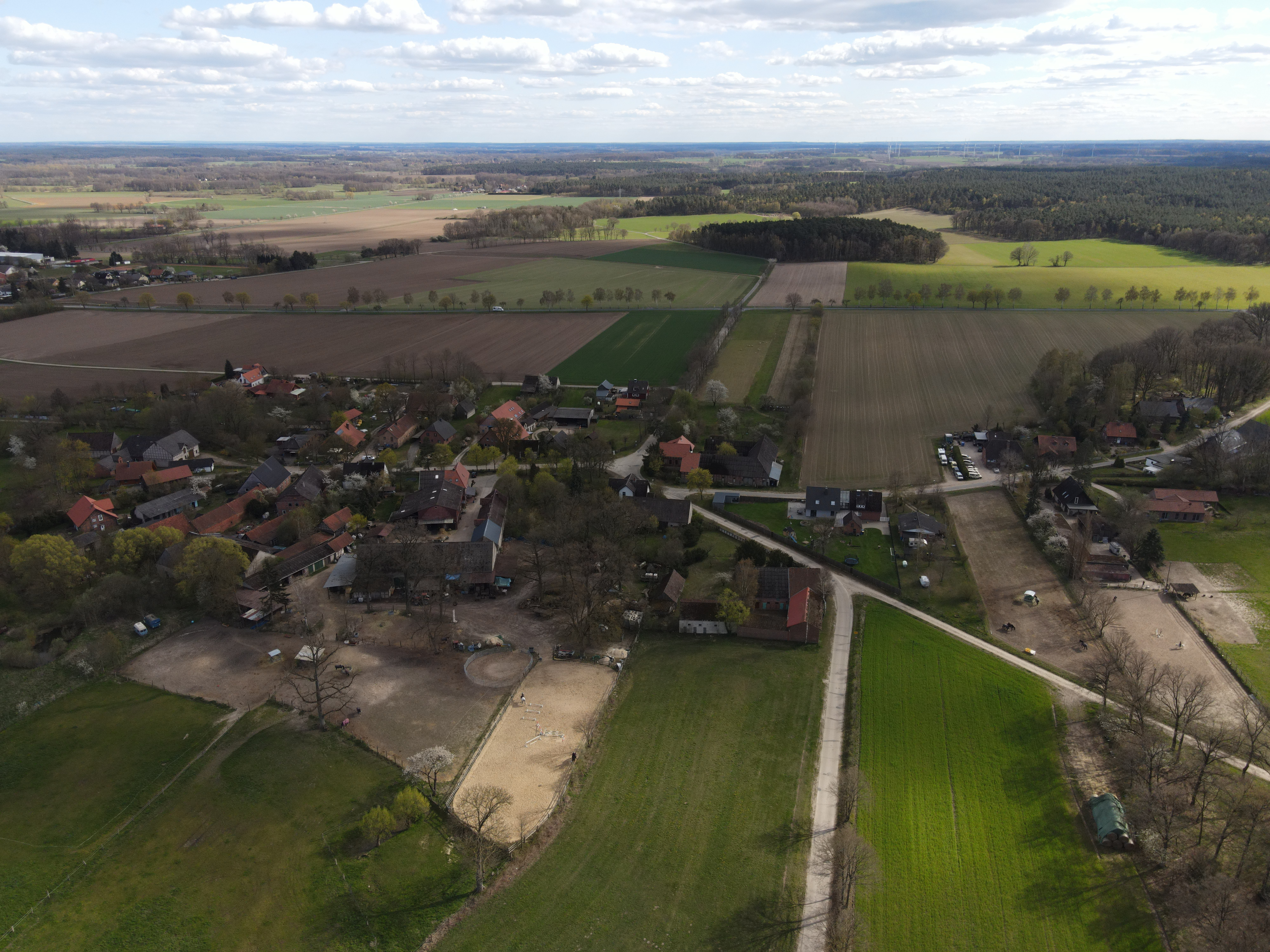
Bösen im April 2021 von Norden

Bösen ist ein Ortsteil der Gemeinde Clenze im niedersächsischen Landkreis Lüchow-Dannenberg.
Das Dorf liegt einen Kilometer westlich vom Kernbereich von Clenze und südlich der B 493.

## Geschichte
Für das Jahr 1848 wird angegeben, dass Bösen über 20 Wohngebäude mit 128 Einwohnern verfüge und zur Vogtei Clenze gehöre. Bösen war zu der Zeit nach Clenze eingepfarrt, wo auch die Schule war.
Am 1. Dezember 1910 hatte Bösen 100 Einwohner und war eine eigenständige Gemeinde im Kreis Lüchow.